# Парламентские выборы на Гренаде (2003)
Парламентские выборы на Гренаде прошли 27 ноября 2003 года. На них были избраны 15 депутатов Палаты представителей. Новая национальная партия (ННП) получила меньшее число мест, чем на предыдущих выборах, но, тем не менее, обеспечила себе большинство в парламенте. Лидер ННП Кит Митчелл в 3-й раз стал премьер-министром страны. Участие составило 57,7 %.

## Результаты
| Партии                                    | Голоса | %     | +/-   | Места | +/- |
| ----------------------------------------- | ------ | ----- | ----- | ----- | --- |
| Новая национальная партия                 | 22 566 | 47,8  | -14,7 | 8     | -7  |
| Национально-демократический конгресс      | 21 445 | 45,4  | +20,3 | 7     | +7  |
| Объединённая лейбористская партия Гренады | 2243   | 4,7   | —     | —     | —   |
| Народное лейбористское движение           | 933    | 2,0   | —     | —     | —   |
| Старая добрая демократическая партия      | 10     | 0,0   | —     | —     | —   |
| Партия возрождения Гренады                | 6      | 0,0   | —     | —     | —   |
| Независимые                               | 36     | 0,1   | —     | —     | —   |
| Недействительных голосов                  | 249    | 0,39  | —     | —     | —   |
| Всего (явка 57,7 %)                       | 47 488 | 100,0 |       | 15    |     |
| Источник: Nohlen                          |        |       |       |       |     |